# Pyrkivä
Pyrkivä, egentligen Turun Pyrkivä är en idrottsförening från Åbo. Föreningen bildades 1906 som Maarian Pyrkivä i Raunistula i dåvarande S:t Marie landskommun. Föreningen har verksamhet inom badminton, bandy, basketboll, bordtennis, fotboll, friidrott, gymnastik, ishockey och rinkbandy. Tidigare ägnade sig föreningen även åt brottning.
Föreningens gymnaster har noterat såväl nationella som internationella framgångar. Vid Helsingforsolympiaden 1952 ingick Kaino Lempinen i det finländska guldlaget.
I fotboll spelade Pyrkivä i Mästerskapsserien mellan 1952 och 1956, samt 1978-1979. Laget vann brons redan under debutsäsongen 1952 och blev finländska mästare 1954. Klubben är således en av inte mindre än fyra Åboföreningar som krönts till mästare (de andra är IFK Åbo, TPS och Inter). Pyrkivä har dessutom tillbringat 17 säsonger i näst högsta serien.
Föreningens klubbemblem går i vitt, svart, rött och grönt. Fotbollslaget bär grönsvartrandiga tröjor och svarta byxor.

## Webbplats
- (finska) Pyrkiväs webbplats